# Smolewo-Parcele
Smolewo-Parcele (prononciation : [smɔˈlɛvɔ parˈt͡sɛlɛ]) est un village polonais de la gmina de Szulborze Wielkie dans le powiat d'Ostrów Mazowiecka de la voïvodie de Mazovie dans le centre-est de la Pologne.

## Histoire
De 1975 à 1998, le village appartenait administrativement à la voïvodie de Łomża.